# Мелхиседек (Хачидзе)
Епи́скоп Мелхиседе́к (в миру Аркадий Абесаломович Хачидзе, груз. არკადი აბესალომის ძე ხაჩიძე; 25 апреля 1975, Хашури) — епископ Грузинской Православной Церкви, епископ Маргветский и Убисский.

## Биография
В 1992—1995 годы обучался в Тбилисской духовной семинарии, а в 1995—1998 годы — в Тбилисской духовной академии. Затем учился на Богословском факультете Афинского университета в 1998—2003 годах.
3 апреля 2004 года был рукоположён во диакона, а 12 апреля того же года — во пресвитера епископом Диавлийским Дамаскином (Карпафакисом).
31 августа 2005 года принял монашество с именем Мелхиседек в честь святителя католикоса-патриарха Мелхиседека I.
21 декабря 2008 года возведен в достоинство архимандрита.
30 апреля 2009 года был избран епископом Геретским. 3 мая того же года был хиротонисан в соборе Светицховели и назначен благочинным Грузинской Патриархии в Азербайджане.
Принял участие в Межправославной подготовительной комиссии для очередного Всеправославного предсоборного совещания 11-16 декабря 2009 года.
21 декабря 2010 года его титул был вновь сменён — на епископа Ходжабундийского и Эретского.
В связи с выделением Эретских приходов в особую епархию, с 3 июня 2014 года титуловался просто Хорнабуджским.
14 января 2015 года решением Священного Синода переведён на Маргветскую и Убисскую епархию